# Nordakademie

A Nordakademie Hochschule der Wirtschaft é a primeira universidade particular que foi fundada pela indústria. Ela está localizada em  Elmshorn no estado Schleswig-Holstein na Alemanha.

## Filosofia
Fundada em 1992 pela indústria, a Nordakademie tem como alvo de preparar melhor os estudantes para a vida de trabalho real. Os professores vêm da indústria, aonde ocuparam cargos de alta responsabilidade e uma parte continua nesta função paralelamente. Como uma sociedade anónima sem fins lucrativos, a universidade devolve todo dinheiro recebido pelas taxas (pagas pelas empresas cooperativas) em qualidade de estudo aos estudantes. Assim Podem ser garantidos ótimas condições de estudo, que são prêmiados anualmente com o 1º lugar no ranking da Zeit (revista alemã) desde 1998.

## Cursos
A Nordakademie oferece cursos Bacharel (B.Sc.) no sistema dual, como cursos de Mestrado. Os dois reconhecidos internacionalmente.

### Bacharelado
O sistema dual tem como alvo de preparar os Estudantes melhor para indústria. Os semestres dos cursos deste sistema consistem em duas partes: 
- uma parte teórica de 10 semanas, que é como o estudo classico de universidade. Mesmo com a curta duração, é transmitido o mesmo conteúdo que é transmitido em 26 semanas no sistema clássico.
- A segunda é a parte prática, em qual os estudantes já aplicam o conhecimento em forma de um estágio na empresa cooperativa.

A universidade oferece os seguintes cursos de Bacharel:
- Administração de empresas
- Engenharia industrial e Gerenciamento de Negócios
- Informática industrial e Gerenciamento de Negócios

### Mestrado
Desde 2001 a Nordakademie oferece cursos de Mestrado em administração de empresas (MBA). ampliando este portefólio, estarão disponíveis mais tipos de mestrados no futuro, como M.A. e M.Sc.